# Alfred Wahl (Historiker)
Alfred Wahl (* 6. August 1938 in Colmar) ist ein französischer Geschichtswissenschaftler. Seine thematischen Schwerpunkte liegen auf der Zeitgeschichte sowie den Zusammenhängen zwischen Fußball und Gesellschaft.
Wahl arbeitete zunächst an einem Lycée in Haguenau, bevor er an der Université Robert-Schuman in Strasbourg zu lehren begann, an der er auch selbst studiert hatte. 1980 nahm er eine Professur an der Université Paul-Verlaine in Metz an.
Im Laufe seiner Tätigkeit beschäftigte er sich hauptsächlich mit der französischen Geschichte des 19. und der deutschen Geschichte des 20. Jahrhunderts. Über diese Themengebiete hat er auch publiziert.
Später kam ein weiterer Schwerpunkt hinzu, nämlich die Rolle des Sports (und insbesondere des Fußballs) in der modernen Gesellschaft. Wahl selbst empfand es als „unzulässig und unverständlich“, dass seine Fachkollegen dieses Thema keiner Forschungsarbeit für würdig hielten. Auch nach seiner Emeritierung (1993) forschte er auf diesem Gebiet weiter und veröffentlichte insbesondere gemeinsam mit Pierre Lanfranchi mehrere grundlegende Arbeiten über die Geschichte des Fußballs und dessen Entwicklung zum Professionalismus. Der Weltfußballverband FIFA betraute anlässlich seines 100-jährigen Jubiläums (2004) Alfred Wahl gemeinsam mit Lanfranchi, der Deutschen Christiane Eisenberg und dem Engländer Tony Mason mit der Herausgabe eines Buches und öffnete den Autoren dafür erstmals vollständig seine Archive.
Wahl war auch politisch aktiv; selbst Mitglied des Mouvement républicain et citoyen, trat er bei den Regionalwahlen 2004 im Elsass als Spitzenkandidat einer Listenverbindung aus MRC, PRG und PCF an.

## Bibliografie (Auswahl)
Zur Geschichte Deutschlands bzw. Frankreichs
- Les Forces politiques en Allemagne (XIXe et XXe siècle). Armand Colin, Paris 1999
- Cultures et mentalités en Allemagne (1918–1960), Regards sur l’histoire, SEDES
- Les français et la France (1859–1889). Regards sur l’histoire, SEDES (zwei Bände)
- L’Allemagne de 1918 à 1945., Armand Colin, 2001
- La seconde histoire du nazisme dans l’Allemagne fédérale depuis 1945. Armand Colin, Paris 2006 ISBN 2-200-26844-0
- (als Herausgeber): Philippe Husser. Un instituteur alsacien entre France et Allemagne, journal 1914–1951. Hachette, Paris 1989, ISBN 2-01-014357-4
- (als Herausgeber): L’histoire moderne et contemporaine en Sarre-Lorraine-Luxembourg. Metz 1990
- (als Herausgeber gemeinsam mit Rainer Hudemann): Lorraine et Sarre depuis 1870 – Perspectives transfrontalières. Metz 2001

Über den Fußballsport
- Archives du football. Sport et société en France (1880–1980). Gallimard, 1989
- La balle au pied. Histoire du football. Découvertes Gallimard (nº 83), Gallimard, 1990
- (gemeinsam mit Pierre Lanfranchi): Les footballeurs professionnels des années trente à nos jours. Hachette, Paris 1995 ISBN 978-2-0123-5098-4
- (gemeinsam mit Christiane Eisenberg, Pierre Lanfranchi und Tony Mason): FIFA 1904–2004, un siècle de football. Cherche-Midi 2004 (deutsch: FIFA 1904–2004. 100 Jahre Weltfußball. Die Werkstatt, Göttingen 2004 ISBN 3-89533-442-1)